# Aleksandr Kostin
Aleksandr Dmitrijewicz Kostin (ros. Александр Дмитриевич Костин, ur. 1902 we wsi Aloszyno w guberni tulskiej, zm. w kwietniu 1983 w Aszchabadzie) – funkcjonariusz radzieckich służb specjalnych, pułkownik.

## Życiorys
Urodzony w rodzinie biednego rosyjskiego chłopa, od maja do listopada 1919 służył w Armii Czerwonej, w latach 1929-1932 uczył się w technikum w Szacku w obwodzie moskiewskim. Od lutego 1932 członek WKP(b), od kwietnia do listopada 1932 pełnomocnik operacyjny GPU w Szacku, później szef wydziału rejonowego oddziału GPU/NKWD w Riazaniu, od października 1937 do kwietnia 1940 pomocnik szefa wydziału Zarządu NKWD obwodu riazańskiego, od 17 lipca 1939 młodszy porucznik bezpieczeństwa państwowego. Od kwietnia do sierpnia 1941 szef międzyrejonowego oddziału NKGB w Riazaniu, od sierpnia 1941 do 30 grudnia 1941 zastępca szefa i szef Wydziału 4 Zarządu NKWD/NKGB obwodu riazańskiego, 23 lutego 1942 awansowany na starszego porucznika, a 11 lutego 1943 majora bezpieczeństwa państwowego. Od lutego 1944 do lutego 1947 szef Zarządu NKGB/MGB obwodu kerkińskiego (obecnie wilajet lebapski w Turkmenistanie), 12 października 1945 mianowany podpułkownikiem, następnie pułkownikiem, od sierpnia 1947 do lutego 1948 szef wydziału MGB Turkmeńskiej SRR. Od lutego 1948 do 27 września 1950 szef Zarządu MGB obwodu maryjskiego (obecnie wilajet maryjski), od sierpnia 1950 do marca 1953 ponownie szef wydziału MGB Turkmeńskiej SRR, od 9 kwietnia 1953 do maja 1954 szef Wydziału 4 MWD Turkmeńskiej SRR, od maja 1954 do stycznia 1959 szef Wydziału 4 KGB Turkmeńskiej SRR, następnie na emeryturze w Aszchabadzie.

## Odznaczenia
- Order Czerwonego Sztandaru (23 maja 1952)
- Order Czerwonej Gwiazdy (dwukrotnie, m.in. 21 maja 1947)
- Order „Znak Honoru” (dwukrotnie - 20 września 1943 i 28 stycznia 1950)
- Odznaka „50 Lat Członkostwa w KPZR"

I 5 medali.